# Lizard Nunatak
Lizard Nunatak är en nunatak i Antarktis. Den ligger i Västantarktis. Argentina, Chile och Storbritannien gör anspråk på området. Toppen på Lizard Nunatak är 1 004 meter över havet.
Terrängen runt Lizard Nunatak är varierad. Trakten är obefolkad. Det finns inga samhällen i närheten. 